# パーヴェル・メシク
パーヴェル・ヤコフレヴィチ・メシク（ロシア語: Павел Яковлевич Мешик, 1910年 - 1953年12月23日）は、ソビエト連邦の政治家、チェキスト。中将。

## 経歴
コノトプ出身。1925年から組立工として働く。1930年11月、全ロシア共産党（ボリシェビキ）に入党。
1932年3月、チェーカー機関に移る。1933年2月からOGPU経済局（後にNKVD経済課）の全権代表補佐、作戦係として働く。1937年、国家保安総局第3（防諜）課に異動。1939年1月から内務人民委員部（NKVD）取調班長補佐。同年9月、NKVD経済総局取調班長に任命。1940年3月-1941年2月、NKVD経済総局第1課（工業・食料人民委員部担当）長。
NKVDと国家保安人民委員部（NKGB）の分離の際、ウクライナ国家保安人民委員となり、1941年7月の再統合後、ソ連NKVD経済局を指揮した。独ソ戦時、1941年9月-11月、第7特殊課（迫撃砲生産保障）長を兼任し、1943年4月-1945年12月、防諜総局（スメルシ）副総局長に就任し、1944年-1945年、第1ウクライナ戦線副司令官を兼任した。1945年3月5日、メシクはポーランドに派遣され、社会行政省顧問となり、ポーランドの国家保安機関の創設を指導した。
1945年8月-1953年3月、核兵器の開発に従事するソ連人民委員会議附属第1総局の体制担当副総局長に就任し、同総局の秘密保全を担当した。1953年3月16日、ラヴレンチー・ベリヤは、メシクをウクライナ内務相に任命した。ベリヤ失脚後、6月30日に逮捕された。12月23日、ソ連最高裁判所特別部会により、死刑を言い渡され、銃殺。

## パーソナル
1951年、スターリン賞受賞。